# Норвич (Вермонт)
Норвич (енгл. Norwich) насељено је место без административног статуса у америчкој савезној држави Вермонт.

## Демографија
По попису из 2010. године број становника је 878.
| Група             | 2000.    | 2010.       |
| Белци             | 0 (0,0%) | 787 (89,6%) |
| Афроамериканци    | 0 (0,0%) | 6 (0,7%)    |
| Азијати           | 0 (0,0%) | 31 (3,5%)   |
| Хиспаноамериканци | 0 (0,0%) | 10 (1,1%)   |
| Укупно            | 0        | 878         |